# ОШ „Вук Караџић” Шабац
Основна школа „Вук Караџић“ у Шапцу основана је и почела са радом 1887. године. Спада у ред најстаријих образовних установа у Србији.
Школска зграда је сазидана у стилу сецесије и прдстављала је крајем 19. века најбољу и најлепшу грађевину у Шапцу. Зидана је као спратна зграда са осам учионица и потребним канцеларијама за четвороразредну школу за мушку и женску децу. Грађевинске измене су незнатно утицале на њен првобитан изглед тако да је најстарији део до улице Вука Караџића задржао првобитан изглед.
Зависно од потреба, школа је дограђивана да се добије више школског простора. Највећа доградња обављена је 1959. године. Дограђен је централни део зграде са шест учионица у којој је сада смештена школа „Свети Сава”, школа за децу са посебним потребама.
Од 1974. до 1975. године интегрисане су са овом школом и школе из Мачванског Причиновића, Табановића, Шеварица и из МЗ Касарске ливаде, тако да ова школа сада представља велику заједницу ученика и наставника.